# Cmentarz ciałopalny Wandalów w Prusieku

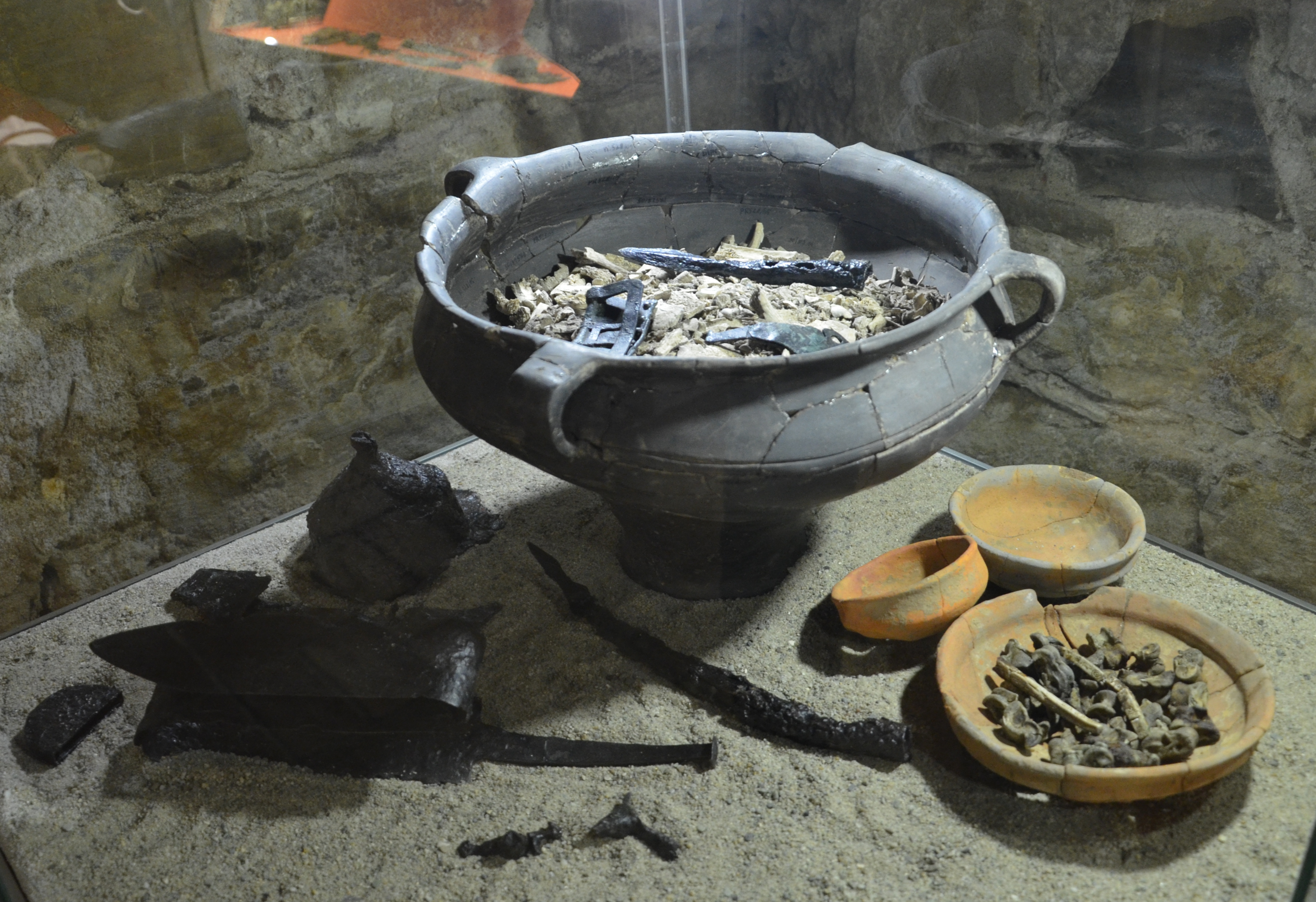
Zrekonstruowany grób popielnicowy germańskiego wojownika, Sanok (2016)

Cmentarz ciałopalny Wandalów w Prusieku – ciałopalne  cmentarzysko  ludności  kultury  przeworskiej w  miejscowości  Prusiek  koło  Sanoka, będące pierwszą systematycznie badaną nekropolą z okresu rzymskiego w strefie polskich Karpat.
Nekropolia położona jest w widłach dwóch rzek – Sanoczka i jego dopływu Niebieszczanki. Podczas sezonu archeologicznego w  roku  2005  i  2006  zostało przebadane przez ekspedycję  Instytutu  Archeologii  UJ.
Cmentarz należy do przedstawicieli jednego ze szczepów germańskich – Wandalów, którzy założyli około II wieku n.e. na terenach nadsańskich liczne osady.  Stanowiskiem archeologicznym związanym z tym ludem jest ciałopalne cmentarzysko odkryte w Prusieku, gdzie przebadano archeologicznie 43 bogato wyposażone groby popielnicowe i jamowe. Funkcję popielnicy na omawianym cmentarzysku pełniły naczynia wazowate, lepione ręcznie, o czarnych, gładkich, wyświecanych powierzchniach, zdobione ornamentem w postaci odciskanych grup dołków  palcowych. Pod dnem popielnicy znajdowało się skupisko przedmiotów żelaznych. W popielnicowych pochówkach kobiecych występowały głównie ozdoby oraz drewniane, okuwane skrzyneczki z kluczami. W grobach męskich dominuje uzbrojenie i wyposażenie wojownika: miecze (odnaleziono sześć egzemplarzy z przedstawieniami boga Marsa i Wiktorii), elementy tarczy, ostrogi. Część z tych przedmiotów została wytworzona na terenie Cesarstwa Rzymskiego, a kontakty z Imperium dokumentują także liczne odkryte w dorzeczu Sanu monety rzymskie.
Analiza odkrytych inwentarzy grobowych wskazuje na germański rytuał pogrzebowy. Wykazuje przy tym zbieżności z innymi obszarami zamieszkania ludów kultury przeworskiej, niektóre materiały pochodzące z prusieckiego
cmentarzyska łączą ścisłe analogie z terenami tzw. wschodniej strefy kultury przeworskiej, poświadczone są także w grupie gustowskiej, z  terenami nadłabskiego kręgu kulturowego i Kotliny Czeskiej